# 科勒奇維爾 (印地安納州)
科勒奇維爾（英語：Collegeville）是位於美國印地安納州傑斯帕縣的一個人口普查指定地區。

## 人口
根據2010年美國人口普查的數據，科勒奇維爾的面積為2.90平方千米，當中陸地面積為2.90平方千米，而水域面積為0.00平方千米。當地共有人口330人，而人口密度為每平方千米113.79人。